# División de Honor de balonmano 1959-60
La División de Honor de balonmano 1959-60 fue la 2.ª edición de la División de Honor masculina de balonmano de España. Se desarrolló en un fase con once equipos en formato de liga, enfrentados todos contra todos a doble vuelta.

## Clasificación
| N. | Equipo                         | PJ | PG | PE | PP | PTS |
| 1  | C.BM. Granollers               | 20 | 16 | 1  | 3  | 33  |
| 2  | C.D. Obras del Puerto Alicante | 20 | 11 | 3  | 6  | 25  |
| 3  | Club Atlético de Madrid        | 20 | 11 | 2  | 7  | 24  |
| 4  | C.D. Amaikak Bat San Sebastián | 20 | 11 | 2  | 7  | 24  |
| 5  | C.D. Sabadell                  | 20 | 11 | 1  | 8  | 23  |
| 6  | C.F. Barcelona                 | 20 | 9  | 2  | 9  | 20  |
| 7  | G.E. Bressel Madrid            | 20 | 8  | 4  | 8  | 20  |
| 8  | Valencia C. F.                 | 20 | 7  | 3  | 10 | 17  |
| 9  | G.A. Altos Hornos Sagunto      | 20 | 7  | 0  | 13 | 14  |
| 10 | Iberia Zaragoza                | 19 | 5  | 3  | 11 | 13  |
| 11 | Pizarro F.J. Elda              | 19 | 2  | 1  | 16 | 5   |

- Nota: falta un partido por contabilizar.